# Нечаевский, Василий Васильевич
Васи́лий Васи́льевич Неча́евский (1921—1977) — советский партийно-государственный и хозяйственный деятель, Герой Социалистического Труда (1971).

## Биография
Родился 21 июля 1921 года в деревне Семерино Вельского уезда Вологодской губернии (ныне часть деревни Теребино в Низовском сельском поселении Вельского района Архангельской области). Окончив в 1937 году семилетнюю школу, переехал в Архангельск, где поступил в автошколу и в 1939 году стал работать шофёром на электростанции.
С 1940 по 1951 год служил в Советской Армии водителем автомобиля, участвовал в Великой Отечественной войне. Закончил войну в Берлине. Награждён медалями «За отвагу», «За оборону Москвы».
После демобилизации В. В. Нечаевский стал работать водителем в Вельской автоколонне, где прошёл путь от рядового сотрудника до директора. Возглавив автопредприятие, он энергично взялся за исправление городских транспортных путей. Возглавляемая им автоконтора обслуживала транспортные перевозки с железной дороги по всему Вельскому району и смежным районам Архангельской и Вологодской областей.
3 марта 1957 года В. В. Нечаевский был избран председателем исполкома Вельского городского Совета депутатов трудящихся. При нём началась подготовка к асфальтированию улиц города. В это же время Вельск значительно обогатился зелёными насаждениями и цветниками. Были построены деревянные тротуары, заасфальтрованы центральные улицы. Город был признан самым чистым и зелёным в области.
В 1961 году В. В. Нечаевского выдвигают директором совхоза «Вельский». За годы его 13-летнего директорства совхоз «Вельский» стал очагом высокой культуры животноводства. Со всей Архангельской области сюда приезжали перенимать опыт. Только за 10 лет были построены 12 скотных дворов, бетонные силосные траншеи, зернотоки и зернохранилища, тепличные городки, благоустроенный тёплый гараж на 40 автомашин, утеплённые пункты обслуживания техники и многое другое. Рядом с животноводческими комплексами возводились целые посёлки для животноводов.
Уже в марте 1966 года за успехи в развитии животноводства В. В. Нечаевского награждают орденом Ленина.
Отличные семена и передовая агротехника обеспечили совхозу высокие урожаи. Совхоз выращивал свои семена трав, а с 1968 года начал расширять и окультуривать долголетние пастбища. Раньше всех в области здесь было оценено достоинство сенажа. В 30 бетонированных силосных траншей закладывалось свыше 7 тонн на каждую корову. Агрохимическая лаборатория исследовала качество всех кормов. В 1969 году была введена система севооборотов. Совхоз «Вельский» был одним из немногих в области семеноводческих хозяйств и хозяйств — поставщиков племенного молодняка холмогорской породы.
Благодаря построенным плёночным теплицам город стал получать сначала свежие огурцы, а затем и помидоры.
Указом Президиума Верховного Совета СССР от 8 апреля 1971 года за выдающиеся успехи, достигнутые в развитии сельскохозяйственного производства и выполнении пятилетнего плана продажи государству продуктов земледелия и животноводства, Василию Васильевичу Нечаевскому было присвоено звание Героя Социалистического Труда с вручением ордена Ленина и золотой медали «Серп и Молот». Совхоз был награждён орденом Трудового Красного Знамени.
В 1974 году стал директором Вельского совхоза-техникума.
Умер 8 февраля 1977 года. Похоронен на кладбище в деревне Теребино (в Низовском сельском поселении). Одной из улиц в центральной части Вельска, на которой он жил (улице Свободы), в июле 1977 года было присвоено имя Нечаевского. 21 июля 2010 года на доме № 3 по улице Нечаевского была установлена мемориальная доска.

## Семья
В. В. Нечаевский был женат на Анне Семёновне Нечаевской (1924—2008). В их браке были две дочери: Светлана (1949—1997), Наталья (род. 1959).